# Nikippe (córka Pelopsa)
Nikippe (gr.  Νικίππη) – w mitologii greckiej córka Pelopsa i Hippodameji. Poślubiła króla Myken  Stenelosa, syna Perseusza i Andromedy, któremu urodziła Alkyone, Astymedusę, Meduzę, Eurysteusza, Ifisa.
Jej syn Eurysteusz został królem Myken, ponieważ Hera przyśpieszyła poród i urodził się przed swoim kuzynem Heraklesem, który miał objąć tron. Zeus przechwalał się na Olimpie spłodzeniem syna, który lada chwila miał przyjść na
świat. Oświadczył, że nazwie go Heraklesem, co znaczy "chwała Hery" i będzie władcą szlachetnego domu Perseusza. Wówczas Hera zmusiła go do złożenia obietnicy, że książę, który urodzi się w domu Perseusza przed zapadnięciem zmroku, będzie wielkim królem. Kiedy Zeus złożył przysięgę, której nie wolno mu było złamać. Hera nie zwlekając ruszyła do Myken i przyśpieszyła bóle porodowe Nikippe. Potem pośpiesznie udała się do Teb, zasiadła przed drzwiami Alkmeny krzyżując nogi, szaty związując w węzły i splatając palce, przez co opóźniła narodziny Heraklesa do chwili, gdy Eurysteusz, dziecko siedmiomiesięczne, leżał już w kołysce. Gdy Herakles przyszedł na świat, spóźniony o jedną godzinę, tuż po nim urodził się jego bliźniaczy brat Ifikles, spłodzony przez Amfitriona.
W mitologii greckiej występuje kilka postaci o imieniu Nikippe.